# Pedro Suárez-Vértiz
Pedro Martín José María Suárez-Vértiz Alva (Lima, 13 febbraio 1969 – Lima, 28 dicembre 2023) è stato un chitarrista, cantante e compositore peruviano, dal 1985 al 1987 compositore e cantante solista del gruppo musicale dei Paranoia e dal 1987 fondatore della famosa rock band Arena Hash. Finita l'esperienza con gli Arena Hash, Pedro Suárez Vértiz fu anche musicista solista e autore di testi poetici.

## Biografia

### Gli inizi
Iniziò a parlare verso i nove mesi e cantava Hey Jude dei Beatles prima di imparare a camminare; non frequentava ancora la scuola ma già suonava il pianoforte e la chitarra. Era un amante dei musical e del rock and roll degli anni cinquanta.
Ormai nella scuola media, i suoi testi incominciarono ad essere messi su musica quando formò insieme ai suoi fratelli e amici una rock band chiamata Paranoia. Anni dopo formo la band Arena Hash, con i quali produsse due album: Arena Hash (1988) ed Ah, Ah, Ah... (1990).
Parallelamente alla sua carriera musicale con gli Arena Hash studia alla Università di Lima scegliendo la facoltà di Scienze delle comunicazioni, laureandosi a 21 anni e specializzandosi in radio, cinema e televisione.

### La carriera da solista (1992 - 2007)
Dopo i due album e lo scioglimento degli Arena Hash, decide nel 1992 di lanciarsi come solista; il suo primo album è (No existen) Técnicas para olvidar (Non esistono tecniche per dimenticare), un album molto nostalgico. Dopo questo primo successo decide di produrre un secondo album, intitolato Póntelo en la Lengua (Mettilo sulla lingua); con questo album inizia ad acquisire fama internazionale come musicista Latin Rock; ebbero successo i brani Mi auto era una rana, utilizzato come soundtrack ufficiale del film campione di incassi al botteghino, No se lo digas a nadie (Non dirlo a nessuno), e Los globos del cielo, ma il più importante fu Me estoy enamorando. Nel 1999 arrivò il suo terzo album Degeneración Actual (Degenerazione Attuale), in cui risaltano i brani Degeneración Actual, Tren Sexual, e specialmente Un vino una cerveza, brano che scala rapidamente le classifiche. Nel 2003 vede la luce il suo quarto lavoro Anécdotas (aneddoti).
Nel 2004 esce Play, nel quale varia il suo stile, rendendolo più eclettico con la inclusione di elementi di musica andina. Le canzoni più conosciute di questo disco sono: Bailar, Lo olvide e Cuando pienses en volver, canzone che ha conquistato una grande popolarità.
Escono poi Talk Show e nel 2007 Pedro Suárez-Vértiz.

### La malattia (2011 - 2023)
Dal 2011 si iniziano a sentire chiaramente delle difficoltà nello scandire le parole durante le sue performance e la stampa e i programmi di gossip iniziano a speculare su possibili problemi con droga e alcool. Dopo mesi di silenzio riguardo alla sua condizione, Pedro Suarez Vertiz decide finalmente di rivelare che è affetto di disartria, una malattia neuromuscolare.
Nel 2012, dopo mesi di silenzio, riappare nel video musicale di Ya me cansè insieme alla collega e amica Anna Carina Copello.
Il 20 luglio 2013, durante la Feria Internazionale del Libro di Lima, Pedro Suarez Vertiz in persona presenta il suo primo libro Yo, Pedro che supera di gran lunga le aspettative degli editori che esauriscono in tre giorni le copie a disposizione del romanzo, stabilendo così un record per la casa editrice, editorial Planeta, e un record per la feria stessa.
Il 28 dicembre 2023, il noto cantante peruviano è deceduto all'età di 54 anni dopo una prolungata battaglia contro la disartria. La notizia è stata confermata dalle fonti dell'APDAYC. 

## Discografia

### Con gli Arena Hash
- 1988 – Arena Hash
- 1990 – Ah, Ah, Ah...

### Solista
- 1993 – (No existen) Técnicas para olvidar
- 1996 – Póntelo en la lengua
- 1999 – Degeneración actual
- 2003 – Anécdotas
- 2004 – Play
- 2006 – Talk Show
- 2007 – Pedro Suárez-Vértiz
- 2009 – Amazonas